# 南信州広域連合
南信州広域連合（みなみしんしゅうこういきれんごう、英：Minami Sinshu Wide Area Union）は長野県南信地方の南信州地域にある広域連合。構成市町村は下伊那郡と飯田市の計1市3町10村である。

## 概要
南信州広域連合議会、南信州広域連合事務局などの組織がある。業務内容は介護、ごみ処理（稲葉クリーンセンター）、消防業務などが行われている。

## 稲葉クリーンセンター
稲葉クリーンセンターは南信州広域連合が運営する一般廃棄物の焼却場である。
・所在地：長野県飯田市下久堅稲葉1526-1
飯田・下伊那地域（根羽村を除く）の一般廃棄物であれば、店舗・企業・個人を問わず、燃やすごみを直接持ち込むことが出来る。
2018年9月1日より旧焼却炉の桐林クリーンセンターより機能が移された。

## 広域消防本部
飯田広域消防本部は南信州広域連合が運営する消防本部である。
- 消防本部所在地：長野県飯田市東栄町3345
  - 消防署

| 消防署       | 住所              | 分署                                            |
| ------------ | ----------------- | ----------------------------------------------- |
| 飯田消防署   | 飯田市東栄町3345  | 羽場：飯田市羽場町2-490-2                       |
| 伊賀良消防署 | 飯田市上殿岡721-2 | 山本：飯田市山本5340-1 龍江：飯田市龍江4531-5   |
| 高森消防署   | 高森町山吹5920-1  | 座光寺：飯田市座光寺5153-4                      |
| 阿南消防署   | 阿南町西条417-15  | 平谷：平谷村433-1 和田：飯田市南信濃八重河内121 |

保有車両等
ポンプ車 13台(MVF1台含む)
小型ポンプ付積載車 2台
はしご車 1台
化学車 1台
救助工作車 2台
救急車 14台
人員輸送車 1台
資機材搬送車 3台
指揮車 4台
支援車 3台
査察広報車 15台
連絡車等 4台
二輪車 1台                   

令和6年4月1日現在

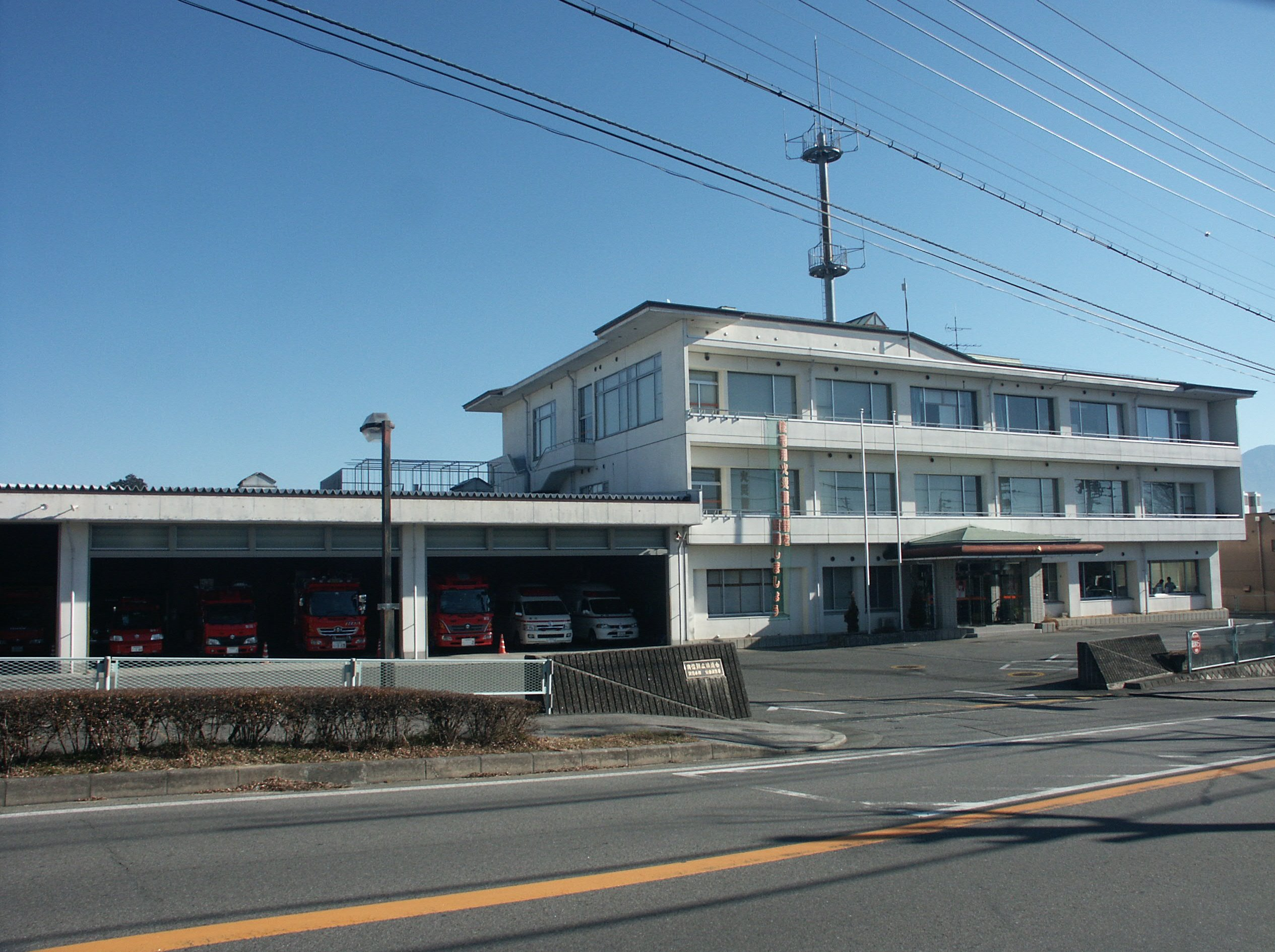
飯田広域消防本部飯田消防署
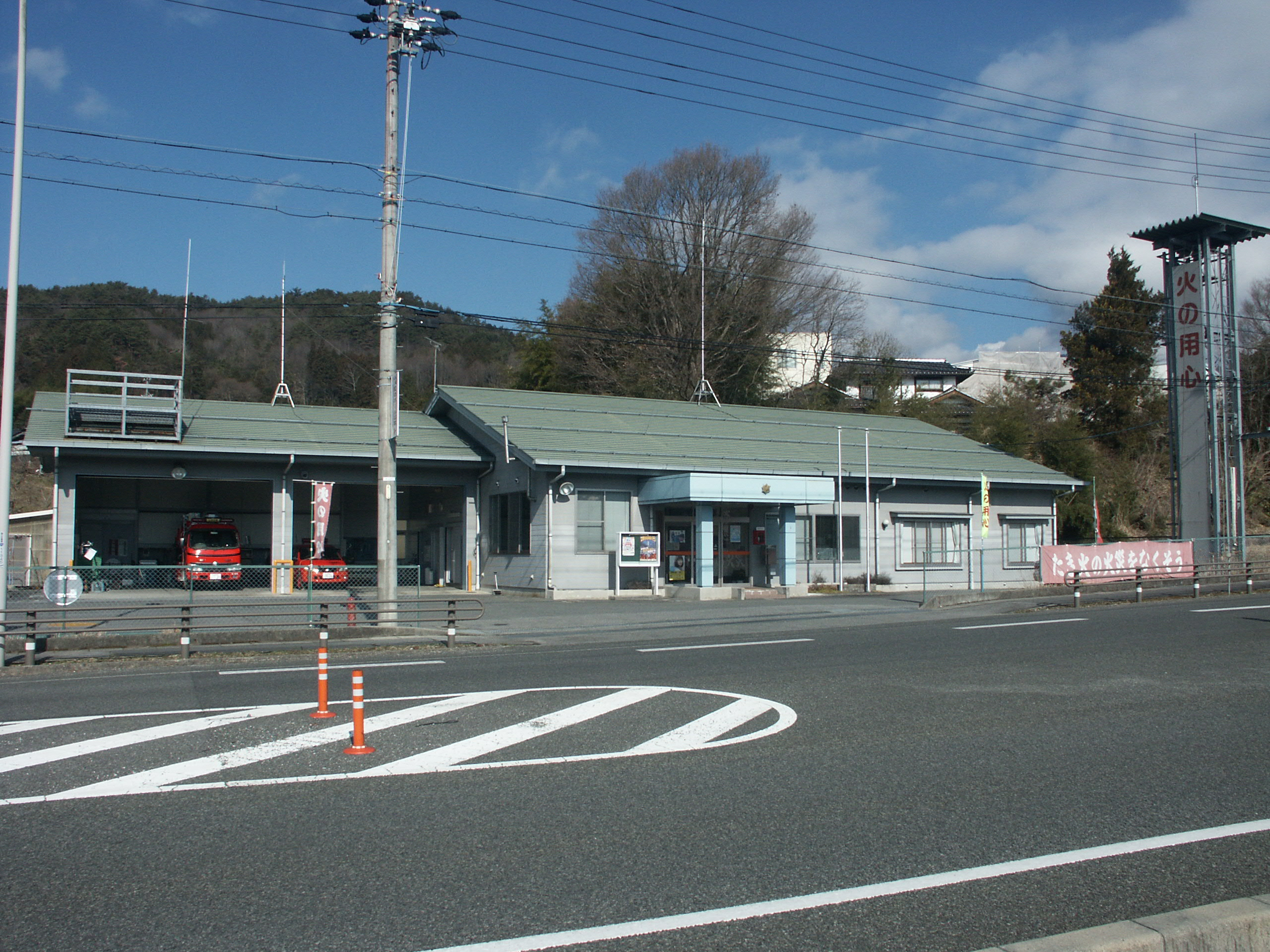
伊賀良消防署山本分署